# Iphigenia pauciflora
Iphigenia pauciflora là một loài thực vật có hoa trong họ Colchicaceae. Loài này được Martelli miêu tả khoa học đầu tiên năm 1886.